# Laura Biagiotti

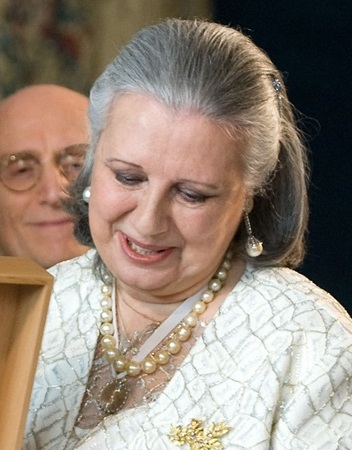
Laura Biagiotti 2011.

Laura Biagiotti, född 4 augusti 1943 i Rom, död 26 maj 2017 i Rom, var en italiensk modeskapare. Hennes karriär tog sin början 1972, och hon var verksam fram till sin död.
Parfymer som Laura och Roma kommer från Laura Biagiotti.